# Nicolaaskerk (Deersum)
De Nicolaaskerk is een kerkgebouw in Deersum in de Nederlandse provincie Friesland. Het kerkgebouw is een rijksmonument.

## Beschrijving
De kerk was oorspronkelijk gewijd aan Nicolaas van Myra. De eenbeukige romaanse kerk met halfrond (vierzijdig) gesloten koor en zadeldaktoren is gebouwd in de 13e eeuw. De kerk heeft vier gotische spitsboogvensters uit de 16e eeuw in de zuidgevel en een ouder rondboogvenster in de noordgevel. De ingang is aan de zuidzijde. De gotische poort van de 15e eeuw aan de noordzijde is dichtgemetseld.
In de kerk bevindt zich een preekstoel uit de 19e eeuw en een piscina in het koor. Het orgel uit 1875 is gemaakt door Adema.

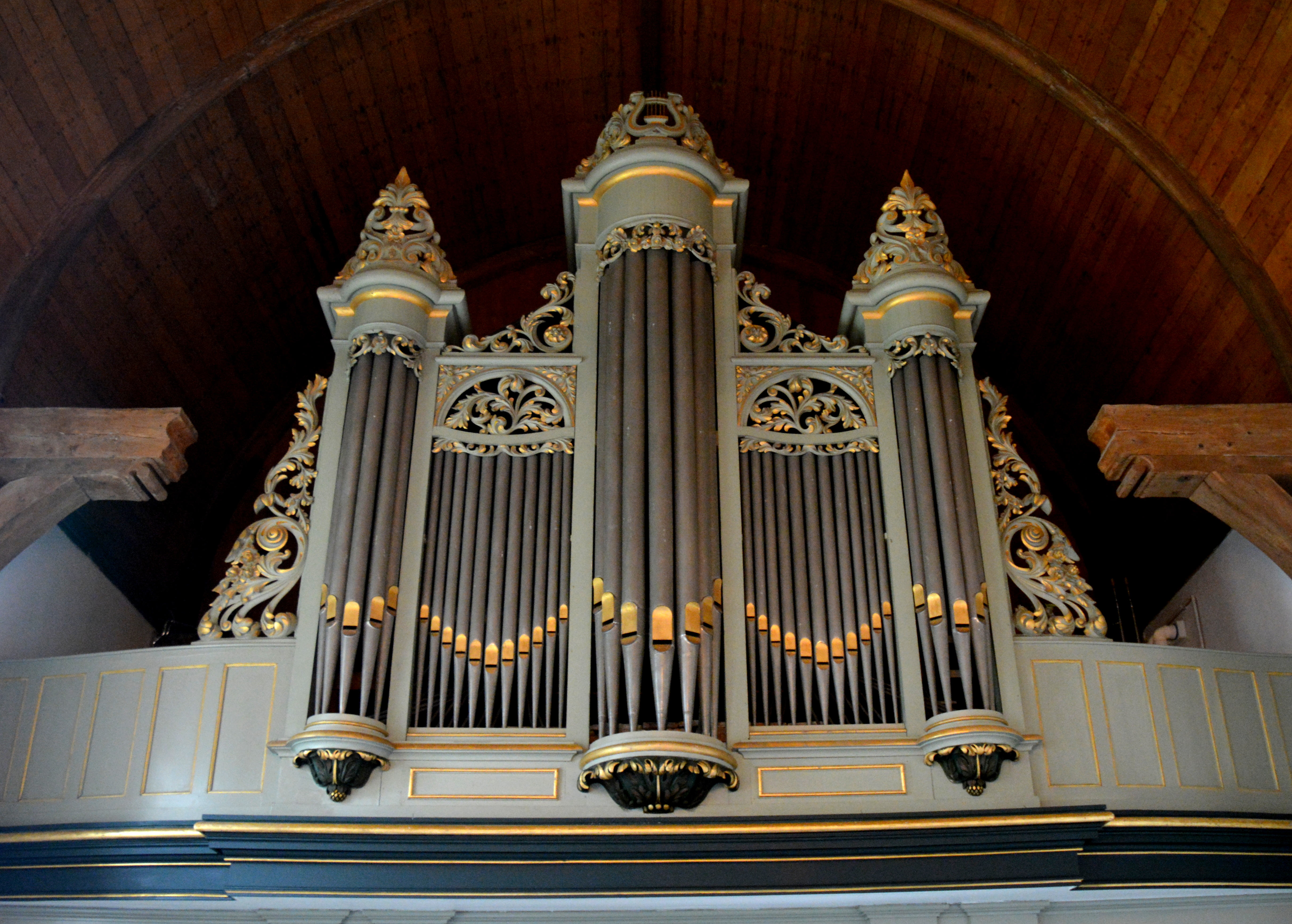
Orgel
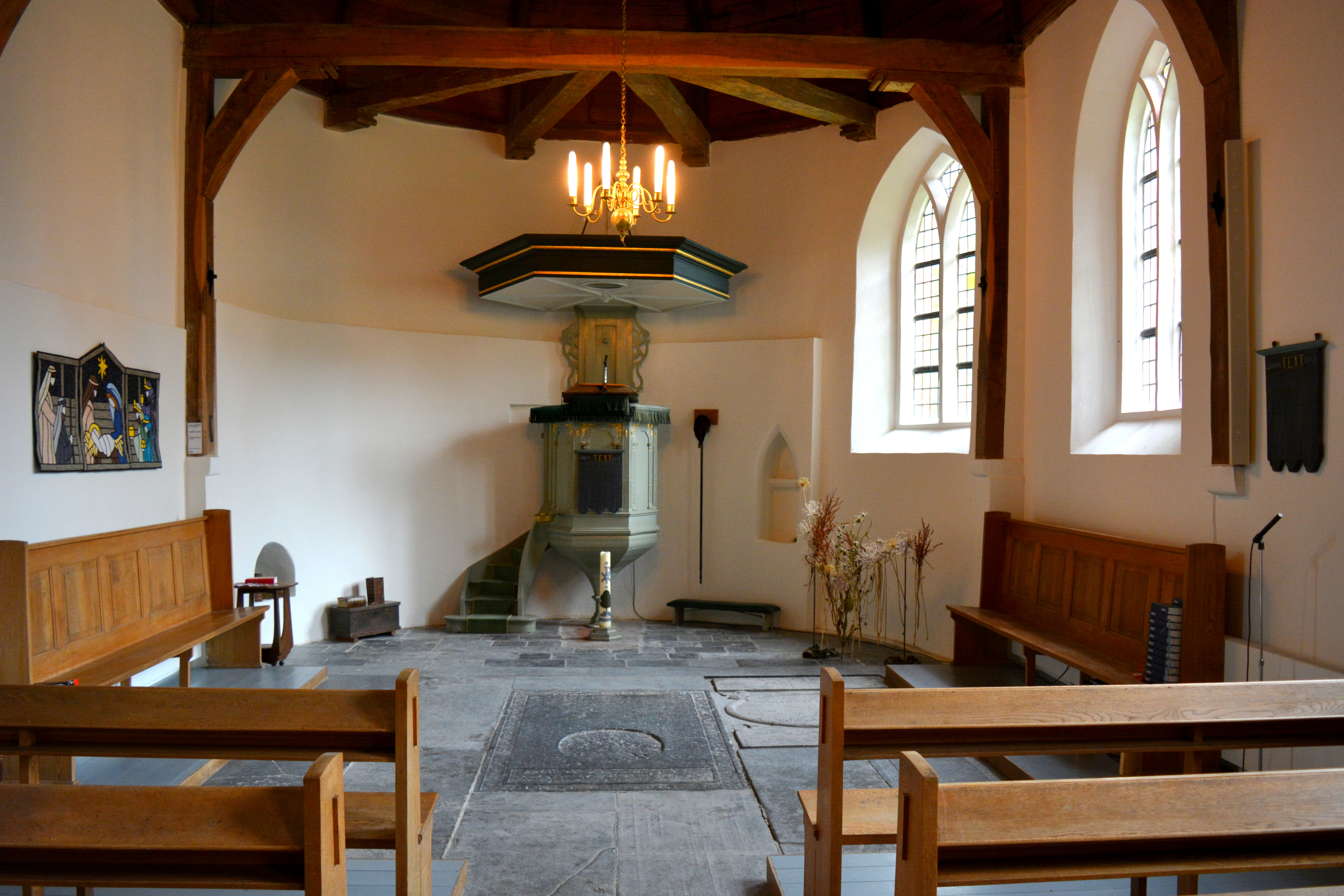
Interieur met preekstoel (2017)